# LW Волос Вероники
LW Волос Вероники (лат. LW Comae Berenices), HD 111395 — одиночная переменная звезда в созвездии Волос Вероники на расстоянии приблизительно 56 световых лет (около 17,1 парсек) от Солнца. Видимая звёздная величина звезды — от +6,41m до +6,31m. Возраст звезды определён как около 4,94 млрд лет.

## Характеристики
LW Волос Вероники — жёлтый карлик, вращающаяся переменная звезда типа BY Дракона (BY) спектрального класса G5V*, или G5, или G7V. Масса — около 1 солнечной, радиус — около 0,949 солнечного, светимость — около 0,799 солнечной. Эффективная температура — около 5540 K.

## Планетная система
В 2019 году учёными, анализирующими данные проектов HIPPARCOS и Gaia, у звезды обнаружена планета HIP 62523 b.